# Reitgewicht

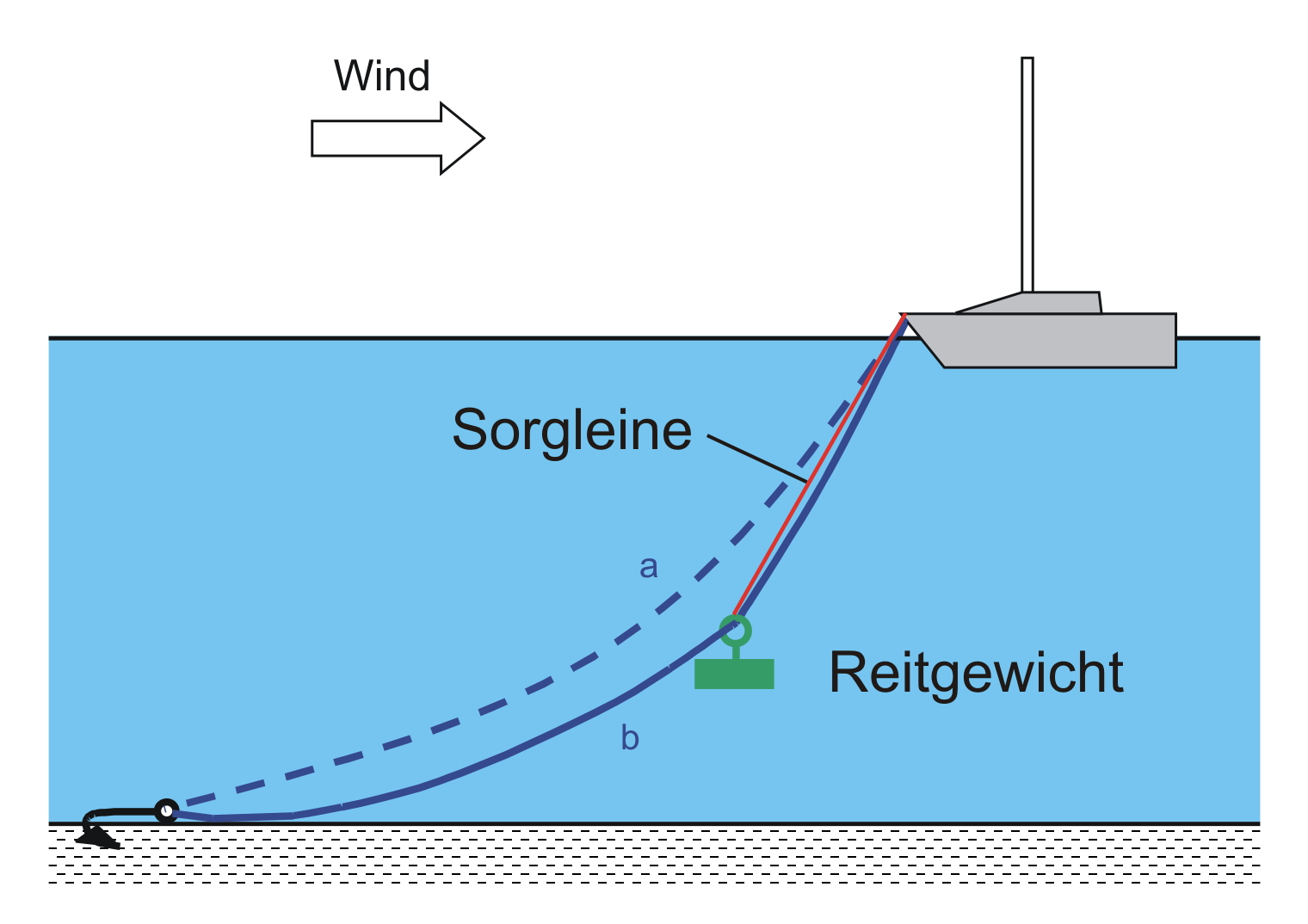
Wirkung eines Reitgewichts auf eine Ankerkette oder Ankerleine: Kette oder Leine frei hängend (a) und mit Reitgewicht (b)

Als Reitgewicht bezeichnet man in der Schifffahrt ein an einer Ankerkette oder Ankerleine verschiebbar angebrachtes Gewicht. Die Befestigung erfolgt beispielsweise mit einem Schäkel oder einer speziellen Reitgewichtrolle. Zur genauen Positionierung kann an der gleichen Befestigung eine Sorgleine angebracht werden, mit der das Gewicht entlang der Kette hochgezogen oder abgelassen werden kann.
Das Reitgewicht verändert die Richtung der Zugkräfte, die an den beiden Enden der Kette oder Leine angreifen. Am Anker selbst möchte man erreichen, dass die Leine in möglichst flachem Winkel zum Ankergrund verläuft, damit der Anker unter Belastung nicht ausbricht (aus dem Ankergrund gerissen wird). Am verankerten Schiff möchte man einen möglichst steilen Winkel der Leine erreichen, um den Schwojekreis klein zu halten. Diese Optimierungsziele stehen zueinander im Widerspruch, wenn kein Reitgewicht benutzt wird. 
Das Reitgewicht verursacht an seinem Befestigungspunkt einen Knick in der Ankerkette, der bewirkt, dass der Winkel zwischen Anker und Knick flacher und der Winkel zwischen Knick und Schiff steiler wird, als das bei gleicher Entfernung zwischen Schiff und Anker mit nicht geknickter Leine der Fall wäre. Umgekehrt betrachtet kann die zum Erreichen eines flachen Winkel am Anker notwendige horizontale Entfernung zwischen Anker und Schiff geringer gehalten werden, wodurch weniger Kette oder Leine benötigt wird. 
Der Verlauf einer frei hängenden Kette oder Leine liegt allerdings annähernd auf einer durch die beiden Enden laufenden Katenoide (Kettenlinie). Dadurch ist auch ohne Reitgewicht der Tangentenwinkel im schiffsseitigen Befestigungspunkt steiler als der Tangentenwinkel am ankerseitigen Befestigungspunkt, der nahe dem Tiefpunkt der Katenoide liegt. 
Die betrachteten Winkel und Abstände unterliegen Schwankungen, da sich infolge von Strömung, Wind, Wellen und Änderungen des Wasserstandes die angreifenden Zugkräfte und die Position des Schiffes verändern. Vergrößert sich der Abstand zwischen Schiff und Anker, so wird das Reitgewicht durch die Straffung der Kette oder Leine angehoben. Das Gesamtsystem aus Leine und Reitgewicht kann dadurch abrupte Erhöhungen der Zugkraft  abfedern. Dadurch werden die Kraftänderungen direkt auf den Anker vermindert und ein Losreißen des Ankers vermieden. 